# Honda XL-700V
XL700V Transalp je typ motocyklu, který byl firmou Honda uveden na trh v roce 2008.
Základní informace:

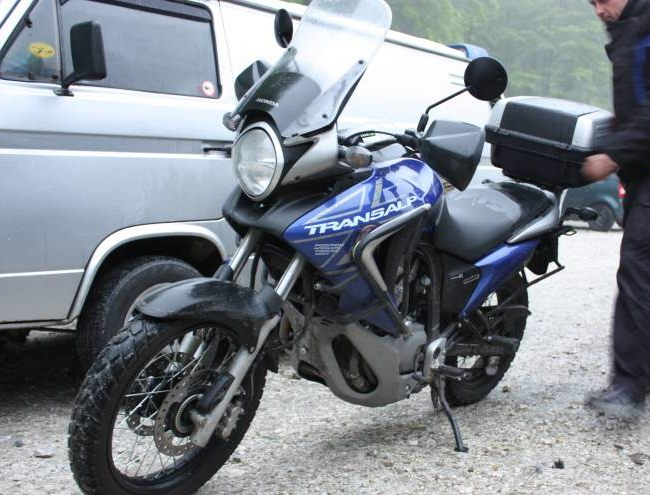
Honda XL700V Transalp 2008

- dvouválcový čtyřdobý osmiventilový kapalinou chlazený motor (52° do V)
- zdvihový objem 680,2 ccm
- max. výkon 44,1 kW (7750 ot. za min)
- max. krouticí moment 60 Nm (5500 ot. za min)
- provozní hmotnost 214 kg (219 kg s ABS)
- výška sedla 841 mm
- kola s klasickým drátěným výpletem
- možnost verze s/bez ABS
- přední kolo má rozměr 19 palců
- přední brzda dvoukotoučová dvoupístová
- zadní brzda kotoučová jednopístová
- imobilizér H.I.S.S.

Již více než 20 let se o Transalpu hovoří (mezi motorkáři), jako o univerzálním a především spolehlivém motocyklu. Je řazen do kategorie enduro a za celou svou historii prošel řadou vylepšení.